# Pak Du-sok
Pak Du-sok est un entraîneur nord-coréen de football. Il dirige de façon brève la sélection nationale nord-coréenne en 1982.

## Biographie
En 1982, il est désigné par les cadres de la fédération afin de prendre en charge l'équipe nationale, qui doit disputer les éliminatoires de la Coupe d'Asie des nations 1984. En novembre, il participe à la 9e édition des Jeux asiatiques, organisés à New Delhi, en Inde. Le parcours nord-coréen est plutôt bon puisqu'après avoir passé le premier tour de poule (nuls contre la Syrie et l'Arabie saoudite et victoire contre la Thaïlande), les Chollimas s'imposent devant le Japon en quarts avant de céder, après prolongations, contre le Koweït du Brésilien Carlos Alberto Parreira, récent mondialiste. La fin de match est extrêmement agitée puisque les joueurs nord-coréens s'en prennent à l'arbitre thaïlandais Vijit Getkaew. Les sanctions de la Confédération asiatique de football sont lourdes avec une suspension de deux ans, qui débute dès la fin du match. Les hommes de Pak ne disputent donc même pas le match pour la médaille de bronze, qui revient automatiquement aux Saoudiens, autres demi-finalistes malheureux.
Cette suspension de deux saisons met un terme prématuré au mandat de Pak, qui n'est resté sur le banc nord-coréen que pour cinq rencontres. L'autre conséquence de cette décision de l'AFC est la disqualification de la Corée du Nord des éliminatoires pour la Coupe d'Asie des nations 1984.